# Звончић
Звончић или усколисни звончић (лат. Edraianthus graminifolius) је вишегодишња зељаста биљка из фамилије Campanulaceae. Род Edraianthus је издвојен из рода Campanula 1839. године, а његово име носи порекло од грчких речи edra, која значи седиште и anthos, која значи цвет; јер су цветови припадника овог рода седећи. Врста се јавља у јужној и југоисточној Европи, од Италије на западу до Румуније на југу, и до Грчке на југу.

## Опис врсте
Усколисни звончић је вишегодишња бусенаста биљка, чија је стабљика уздигнута и права, и мање или више длакава. Листови су голи, али могу бити и мекано длакави при основи. Листови иновлукрума су ушињени, при основи широки. Цветови су седећии груписани при врху у главичасте цвасти. Круница је звонасто-левкаста и петоделна, као и чашица. Чашични зупци су меко трепљасти и копљастог облика, дужи су него што су широки (два до пет пута). Има пет прашника. Плод је чаура, која се отвара апикално, односно вршно. Семена су бројна, јајастог облика и спљоштена. Цвета од јуна до јула.

## Распрострањење у Републици Србији
У Србији познати локалитети на којима се може наћи усколисни звончић подразумевају: Јавор код Ужица, Копаоник, Вучји камен, Ракош, Сићево код Ниша, Сува планина, као и Кобилица, Сушица и Лумбардска планина на Косову. Станишта на којима се ова биљка може наћи су кречњачки и доломитски камењари, стене, клифови, сипари и високопланинска травна станишта, а у свом читавом ареалу јавља се на надморским висинама од 300 до 2900 m.

## Угроженост и заштита врсте
Врста интензивно проучавана од 1970их година прошлог века, тренутно је под режимом заштите II степена, односно представља заштићену биљну врсту у Републици Србији.

## Галерија
- Цваст усколисног звончића
- Усколисни звончић на карактеристичном станишту
- Усколисни звончић